# إيكتا كابور
إيكتا كابور (एकता कपूर : الهندية) (ايڪتا ڪپور: السندية / الأوردو) هي منتجة للتلفزيون الهندي. ولدت في 7 يونيو، 1975، هي رئيسة الإبداعية لتليفلمز البالاجية.

## حياتها المهنية
أنتجت إيكتا كابور وشاركت في إنتاج العديد من المسلسلات التلفزيونية، وسلاسل المسلسلات والأفلام. أكثر مشروع تلفزيوني شهرة لها كان كونكي ساس بهي كابهي باهو ثي، الذي بدأ بثه في ستار بلاس في عام 2000. ومنذ ذلك الحين، والعرض سريعا أخذ تصنيف أعلى البرامج في التلفزيون الهندي. سحبت من الهواء لغمس الحزب الراديكالي عبر الوطني، وبأمر من المحكمة في عام 2008 لعدم قدرتها على جذب الجمهور. اليوم، معظم إبداعاتها تبدأ بالحرف «ك» نظرا لمعتقداتها الخرافية أنه يجلب لها حظا طيبا وسمعة رائعة ولكن في الآونة الأخيرة قررت أن تبعد عن حرف «كاف» وبدأت بعض المسلسلات بحروف أخرى كما فعلت في وقت سابق من حياتها المهنية. بعض إبداعاتها الشعبية الأخرى هي كاهاني غار غار كيى، كاسوتي زنداجي كاي، ككوسوم، كيس ديش مين هاي ميرا ديل، كيتاني محبات هاي كيا ديل مين هاي، كاهي غ كاهي ، كاماه سه وبانديني. كما أنها أنتجا خمسة أفلام لبوليوود منها كيا كول حاي هوم الذي يقوم ببطولته شقيقها توشار كابور. بعد كيا كول حاي هوم، اشتركت أيضا في إنتاج تبادل أطلاق النار في  لوخاندوالامع أفلام الريشة البيضاء، بعثة إسطنبول و مؤخرا أنتجت إرجاع جولمال.

## إنتاجات
- للاطلاع على قائمة المنتجات، انظر بالاجي تليفيلمز.

أنتجت إيكتا كابور العديد من المسلسلات التلفزيونية، ومعظمها من استمرت على الهواء على أول شبكة لها ستار بلاس حتى وقت قريب إلا أن اثنين فقط تبقوا. في حين أن البعض الآخر ن إنتاجاتها على الهواء على تلفزيون سوني الترفيهي، تلفزيون زي والقنوات التلفزيونية الجديدة 9أكس، تخيل ان دى تى وألوان التلفزيون.

## روابط خارجية
- إيكتا كابور على موقع IMDb (الإنجليزية)
- إيكتا كابور على موقع روتن توميتوز (الإنجليزية)
- إيكتا كابور على موقع قاعدة بيانات الفيلم (الإنجليزية)